# Сюндюрлю-Коба
Сюндюрлю́-Коба́ (крымскотат. Sündürli Qoba, Сюндюрли Къоба) — небольшая карстовая пещера, которая находится на горе Сюндюрлю-Кобаса, в Байдарской долине, в 8 км на восток от с. Новобобровское (Крым). 
Обломки керамики, найденные в пещере, свидетельствуют о длительном пребывании здесь человека — начиная с рубежа между эпохами бронзы и раннего железа (конец IX—VIII вв. до н. э.) до начала XX века.
Основные характеристики:
- длина 175 м;
- глубина 35 м.

## Название
Коба в переводе с крымскотатарского означает «пещера», а по поводу этимологии слова Сюндюрлю есть различные версии. По одной из них, это искажённое крымскотат. сюнгерли, süngerli — «губчатый», «пемзовый».. Другая версия выводит название от крымскотат. сёндюр, söndür — «гасить», «тушить», то есть Сюндюрлю-Коба — «погасшая/потухшая пещера». Легенда свидетельствует, что здесь в 1475 г. во второй пещерной зале, куда вел коридор, который сейчас обрушился, нашли убежище генуэзцы, которые спаслись из разгромленных турками крепостей. Враги обнаружили их, но не могли проникнуть внутрь пещеры. Тогда, разложив у входа костёр, они умертвили генуэзцев дымом. Третье объяснение топонима выводит его от тур. sundur — «вытягивать, протягивать».

## Описание
Пещера имеет два больших входа, от которых пол круто снижается и приводит в большой зал длиной около 50 и шириной примерно 20 м. Наклонный коридор постепенно уходит на глубину 35 м от поверхности. В пещере практически отсутствуют натечные образования. Древний сток подземных вод, под влиянием которого образовалась пещера, был направлен с севера на юг, в то время как сейчас поверхностные и подземные водотоки района ориентированы в противоположном направлении — с юга на север. Пол завален глыбами, рухнувшими с потолка, одна из них массой не менее 2 т. Некоторые стены пещеры словно разрисованы разноцветными красками — красными, зелеными, желтыми. Из зала в глубь горы идет наклонный узкий коридор, который упирается в завал. Коридор вел ко второй пещерной залы, своды которой обвалились уже в XX веке.
В средней части пещеры Сюндюрлю есть два небольших озерца с водой. В дальнем ее конце еще до сих пор находят кости человека. Василий Кондараки, который посетил пещеру в 1876 г., предполагал, что они принадлежат генуэзцам, задушенным турками при помощи костров, разложенных у входа. Археологические разведки, проведенные в районе пещеры, свидетельствуют о том, что она использовалась в VIII—X вв. как жилье.
У северного входа в пещеру, в маленьком гроте, выявлено многослойное кострище. Очевидно, именно в гроте спасались от непогоды пастухи, а в зале они укрывали стадо. Сюндюрлю-Коба — один из немногочисленных памятников бронзового века под Севастополем. Предполагают также, что в первом зале было языческое святилище, превращенное в IX—X веках в христианскую часовню.

## Ресурсы Интернета
- Амеличев Г. Н., Климчук А. Б., Токарев С. В., Меметова Э. И. Кадастр карстовых полостей Крыма: прошлое, настоящее, будущее. Архивировано из оригинала 4 марта 2016 года.
- Пещера Сюндюрлю-Коба
- К пещере Сюндюрлю-Коба Архивная копия от 7 мая 2016 на Wayback Machine